# Heaven Upside Down
Heaven Upside Down (с англ. — «Небеса вверх дном») — десятый студийный альбом американской рок-группы Marilyn Manson, выпущенный 6 октября 2017 год лейблом Loma Vista.

## Запись
В ноябре 2015 года Мэрилин Мэнсон в интервью радиостанции KEGL сообщил о начале работ над записью нового студийного альбома. В интервью Райану Дауни после вручения премий Alternative Press в июле 2016 года Мэнсон озвучил название нового альбома — Say10; при этом Мэнсон сообщил, что название Say10 было рабочим, намекая на возможность переименования перед релизом, запланированным на 14 февраля 2017 года. В другом интервью, данном Лорен Али для Los Angeles Times, Мэнсон сообщает, что взял название Say10, обнаружив его в своем выпускном альбоме.
Как и в случае с записью The Pale Emperor, Мэнсон записывал альбом совместно с Тайлером Бэйтсом; параллельно они работали над написанием музыки для сериала «Салем», в третьем сезоне которого Мэнсон появился в роли брадобрея-социопата Томаса Динли; некоторые части альбома записывались в Луизиане, где проходили съёмки с участием Мэнсона; ранее там же записывался альбом Antichrist Superstar 1996 года.
В сентябре 2016 года Мэнсон в материале для Rolling Stone подтвердил, что группа вносит в пластинку «последние штрихи»; в апреле 2017 года звукоинженер Роберт Карранца, ранее работавший над мастерингом The Pale Emperor, сообщил о завершении работ по мастерингу Say10. Эту же информацию сообщил и Мэрилин Мэнсон в интервью телеканалу Fabulous TV на премьере фильма «Меч короля Артура» 8 мая 2017 года; там же Мэнсон озвучил новое название альбома — Heaven Upside Down.

## Концепция и стилистика
По словам Мэнсона, новый альбом не будет похож на предыдущий — The Pale Emperor; как сообщает музыкант, на прослушивании новых треков гости отметили их (треков) сходство с «лучшими моментами Antichrist Superstar и Mechanical Animals»; в то же время был отмечен «новый, (совершенно) иной подход» — по своей природе треки будут «очень жестокими» и «бесчувственными». В других интервью Мэнсон называет альбом «одной из самых сложных и тематизированных вещей» в его карьере, указывая на наличие в композициях политически «заряженных» текстов. Ранее Мэнсон также изъявил нежелание голосовать на выборах президента США в 2016 году — в интервью для The Daily Beast он говорит, что не видит для себя возможности повлиять на голосование, но может прокомментировать его в новом альбоме; в соответствующем материале Rolling Stone Мэнсон сообщает, что не нашёл для себя «ни одного кандидата по душе».

## Выпуск и продвижение
8 ноября 2016 года — день президентских выборов в США — Мэнсон выпустил тизер к новому видеоклипу, снятому Тайлером Шилдсом. В клипе Мэнсон показан выдирающим из Библии страницы тринадцатой главы Апокалипсиса, а также держащим в руке окровавленный нож; вслед за этим показывается обезглавленный труп в костюме с красным галстуком по типу Дональда Трампа. Выпуск альбома был анонсирован на 14 февраля 2017 года, что в итоге не подтвердилось; после этого Мэнсон, в течение месяца, не вел активности в соцсетях.
22 марта 2017 года он выложил на своей странице в Instagram видео с так называемым «селебритарианским крестом», — вариацией лотарингского креста, используемого основанным Мэнсоном движением селебритарианства, — и подписью: «6:19. Время пришло» ("6:19. The time has come"); в различных публикациях последняя трактовалась по-разному: как указание на возможную дату выпуска, как ссылка на библейские тексты, либо как отсылка к тексту песни «If I Was Your Vampire» с альбома Eat Me, Drink Me. Позднее Мэнсон выложил ещё три видео, в каждом из которых фигурировали «селебритарианский крест», звуки сирены воздушной тревоги и паникующей толпы; в последнем видео также появился человек в капюшоне.

## Список композиций
Все тексты написаны Мэрилином Мэнсоном, вся музыка написана Тайлером Бэйтсом.
| №                   | Название                                                                            | Длительность |
| ------------------- | ----------------------------------------------------------------------------------- | ------------ |
| 1.                  | «Revelation #12»                                                                    | 4:42         |
| 2.                  | «Tattooed in Reverse»                                                               | 4:24         |
| 3.                  | «We Know Where You Fucking Live» (стилизовано как «WE KNOW WHERE YOU FUCKING LIVE») | 4:32         |
| 4.                  | «Say10» (стилизовано как «SAY10»)                                                   | 4:18         |
| 5.                  | «Kill4Me» (стилизовано как «KILL4ME»)                                               | 3:59         |
| 6.                  | «Saturnalia»                                                                        | 7:59         |
| 7.                  | «Jesus Crisis» (стилизовано как «JE$U$ CRI$I$»)                                     | 3:59         |
| 8.                  | «Blood Honey»                                                                       | 4:10         |
| 9.                  | «Heaven Upside Down»                                                                | 4:49         |
| 10.                 | «Threats of Romance»                                                                | 4:37         |
| Общая длительность: | Общая длительность:                                                                 | 47:29        |

| №                   | Название                         | Длительность |
| ------------------- | -------------------------------- | ------------ |
| 11.                 | «Kill4Me» (Mystery Skulls Remix) | 3:39         |
| Общая длительность: | Общая длительность:              | 50:18        |

#### Би-Сайды
God’s Gonna Cut You Down (американская народная песня, популязированная Джонни Кэшем)

## Участники записи
Все данные приводятся согласно примечаниям к альбому.
Marilyn Manson
- Мэрилин Мэнсон — вокал;
- Тайлер Бэйтс — продюсер и звукоинженер, инструментовка, сведе́ние;
- Гил Шэрон[англ.] — ударные.

Дополнительные музыканты
- Роджер Джозеф Мэннинг – младший[англ.] — клавинет[англ.] (трек 10);
- Дана Дентата — бэк-вокал (трек 9).

Технический персонал
- Тони Чиулла — менеджер;
- Роберт Карранца[англ.] — сведе́ние[22];
- Брайан Люси — мастеринг[43];
- Джоан Хиггинботтом — ассистент звукоинженера;
- Ральф Перу[англ.] — фотограф;
- Брайан Рёттингер — арт-директор.

## Участие в чартах
| Chart (2017)                           | Высшая позиция |
| -------------------------------------- | -------------- |
| Австралия (ARIA)                       | 4              |
| Австрия (Ö3 Austria)                   | 4              |
| Бельгия/Фландрия (Ultratop)            | 20             |
| Бельгия/Валлония (Ultratop)            | 12             |
| Канада (Canadian Albums Chart)         | 4              |
| Чехия (ČNS IFPI)                       | 3              |
| Нидерланды (Album Top 100)             | 28             |
| Финляндия (Suomen virallinen lista)    | 8              |
| Франция (SNEP)                         | 10             |
| Германия (Offizielle Top 100)          | 9              |
| Венгрия (MAHASZ)                       | 19             |
| Ирландия (IRMA)                        | 35             |
| Италия (Classifica album)              | 14             |
| Japanese Albums (Oricon)               | 29             |
| Japanese International Albums (Oricon) | 8              |
| Новая Зеландия (RMNZ)                  | 6              |
| Шотландия (Scottish Albums Chart)      | 5              |
| Slovak Albums (ČNS IFPI)               | 10             |
| Spanish Albums (PROMUSICAE)            | 6              |
| Швеция (Sverigetopplistan)             | 14             |
| Швейцария (Schweizer Hitparade)        | 3              |
| Великобритания (UK Albums Chart)       | 7              |
| UK Rock & Metal Albums (OCC)           | 2              |
| США (Billboard 200)                    | 8              |
| США (Billboard Top Alternative Albums) | 1              |
| США (Billboard Top Hard Rock Albums)   | 1              |
| США (Billboard Top Rock Albums)        | 2              |